# Tamașfalău
Tamașfalău (węg. Székelytamásfalva) – wieś w Rumunii, w okręgu Covasna, w gminie Zăbala. W 2011 roku liczyła 519 mieszkańców.